# 歐德韋內區
歐德韋內區是索馬利亞時期的一個區，位於該國東北部的托格代爾州，而該州實際上由索馬利蘭政府控制。首府為歐德韋內。

## 外部鏈結
- 歐德韋內在Google地圖上的位置